# Дзюба Андрій Євгенійович
Андрі́й Євге́нович Дзю́ба — майор Збройних сил України, учасник російсько-української війни.

## Нагороди
За особистий внесок у зміцнення обороноздатності Української держави, мужність, самовідданість і високий професіоналізм, виявлені під час виконання військового обов'язку, та з нагоди Дня Збройних сил України нагороджений орденом «За мужність» III ступеня (2.12.2016).